# Euprymna berryi
Euprymna berryi · Sépiole colibri
Espèce
Statut de conservation UICN

 DD  : Données insuffisantes
Euprymna berryi, communément nommé Sépiole colibri, est une espèce de mollusque céphalopode de la famille des Sepiolidae.

## Description
La Sépiole colibri est une seiche de taille réduite, la taille du mâle n'excède pas 30 mm de long et la femelle 50 mm. L'aspect global de l'animal est plutôt de forme arrondie. Elle possède huit bras et deux tentacules, une paire de petites nageoires semi-circulaires au niveau de la partie postérieure de l'abdomen.
La teinte de fond du corps est translucide avec une multitude de chromatophores sombres. Ces chromatophores sont répartis sur tout le corps: des bras au manteau, autant face ventrale que dorsale, en passant par la tête, excepté la paire de nageoires dont seule la zone de jonction avec le corps en est dotée. Sa livrée, telle qu'elle est perçue, semble être une "imbrication" de petits points sombres mêlés à d'autres points vert et bleu électrique.

## Distribution & habitat
La Sépiole colibri est présente dans les eaux tropicales du centre de l'Indo-Pacifique, de l'Indonésie aux Philippines, Avec une possible distribution qui pourrait s'étendre plus largement jusqu'aux îles Andaman, au Sri Lanka et également sur la côte occidentale de l'Inde (quelques spécimens furent récoltés par des scientifiques en 2006/2007).
Euprymna berryi a un mode de vie benthique et affectionne les fonds sablonneux ou à sédiments fins, dans lesquels elle peut aisément s'enfouir en cas de danger ou pour se reposer.

## Biologie
La Sépiole colibri a une activité nocturne, la journée elle demeure le corps partiellement enfoui dans le substrat. Pour chasser ses proies la nuit venue, elle utilise un organe bioluminescent situé au niveau de la cavité branchiale qui émet juste suffisamment de lumière pour ne pas dévoiler sa silhouette aux prédateurs potentiels. Elle se nourrit essentiellement de petits crustacés benthiques.